# ژاسیم ورداگر
ژاسیم ورداگر سانتالو (کاتالونیایی: Jacint Verdaguer; تلفظ کاتالان: [ʒəˈsim bəɾðəˈɣej səntəl'o]؛ ۱۷ مهٔ ۱۸۴۵ – ۱۰ ژوئن ۱۹۰۲) شاعر و کشیش اهل اسپانیا بود.